# Вінценц Прісніц
Вінценц Прісніц (нім. Vincenz Prießnitz (Prisnitz, Prißnitz); 4 жовтня 1799 — 28 листопада 1851) — натуропат-самоука, один із новаторів гідротерапії.

## Життєпис
Народився у с. Графенберг (нині Лазне-Єсеник), біля м.Фрівальдау, був наймолодшим із шести дітей фермера Франца Прісніца (1753-1836) та його дружини Терезії Каппель (1759-1825). Оскільки батько осліп, а старший брат рано помер, він був змушений покинути школу і працювати на сімейній фермі. Читати й писати вмів лише обмежено.
У віці 17 років, у 1818 році,  зламав два ребра, коли його сором’язливий кінь повалив на землю по дорозі в поле, а потім переїхав причеплений віз. Він допоміг собі, закріпивши пошкоджені ребра компресом, змоченим у холодній воді, і зав’язавши його кількома щільними рушниками. Це стало народженням конверта Прісніца («Prießnitz-Wickel»). Ребра зажили, і дуже швидко молодий Прісніц отримав репутацію лікаря-гідропата.
У 1826 році до Прісніца прийшли перші хворі. Він влаштував лазню, в якій лікували водою, але в 1829 році кілька лікарів його звинуватили в шарлатанстві. Процес закінчився виправдувальним вироком для Прісніца, оскільки він лікував не ліками, а лише водою.
У 1828 році Прісніц одружився з Софі, донькою очільника громади Бемішдорфа поблизу Фрайвальдау. У шлюбі народилося семеро дітей - син та шість доньок.
У 1830 він отримав від австрійського уряду дозвіл на створення та керівництво водолікувального санаторію. У лазні встановили великий басейн діаметром десять метрів, в якому також могли купатися пацієнти. У ньому також була криниця. Уже в 1832 році був побудований другий будинок водолікарні з 18 кімнатами і холом. Всього в санаторії могли одночасно перебувати близько 100 пацієнтів. Пріснц з 1830 до своєї смерті у 1851 вилікував тут близько 36 000.
1846 року іменем цісаря Австрії за свою діяльність відзначений великою золотою медаллю за заслуги.
У 1848 році він переніс важкий інсульт, крім того, у нього діагностували тривожне зменшення печінки та симптоми гіпергідратації. Помер 28 листопада 1851 року у віці 52 років. Над могилою збудовано каплицю.
Санаторієм з 1853 року керували лікар Йозеф Шиндлер (1814-1890) та його зять Йоганн Ріппер (1830-1912), який одружився з дочкою Прісніца Марією Анною. Курорт, який заснував Прісніц у Бад-Графенберзі (нині Лазне-Єсеник), існує й сьогодні.

## Система лікування
Прісніц не розробив жодної нової медичної теорії, але зробив водолікування популярним завдяки своїм лікуванням водою та повітряними ваннами, які пізніше використовували Арнольд Ріклі та Адольф Юст. Причиною внутрішніх хвороб він вважав «погані соки», які необхідно виводити з організму. Він використовував холодну воду та холодні компреси для різних захворювань, а також призначав фізичні вправи та дієту (вода, молоко та холодна їжа без приправ). Він також застосовував загартовування, переважно шляхом прийняття крижаного душу, при цьому вода ллється на пацієнтів з висоти кількох метрів. Подальшими елементами лікування були лікувальні води, клізми, сауни та душ.
Прісніц нічого не публікував, але в 1847 році він переповів досвід та метод своїй дочці Гедвізі, яка ретельно записала те, що їй продиктував батько. Ці нотатки, відомі як «Родинна водна книга Вінценца Прісніца» (Vinzenz Prießnitz’sche Familien Wasserbuch) зберігається у Інституті історії медицини Віденського університету.

## Вшанування пам'яті
Курорт на його батьківщині, Лазні Єсеник, сьогодні носить його ім’я. У міському парку Єсеник і в Туркеншанцпарку у Відні встановлено пам'ятники Вінцензу Прісніцу.
У 1909 році один із районів Відня було названо на його честь Прісніцгассе.
З 1960 року Німецькою асоціацією натуропатів засновано медаль Вінценза Прісніца.

## Цікаві факти
Водолікарня у м. Коростишів, заснована 1837 року, діяла за методом Пріснціа, про що повідомляє у своїй праці Іван Фундуклей: «У Коростишеві прикметний ще водолікувальний заклад, влаштований за системою Прісниця; у ньому буває до 60 пацієнтів щорічно; лікування доволі успішне і, за відгуками багатьох, заклад цей вельми корисний»